# Euphyia albiplaga
Euphyia albiplaga là một loài bướm đêm trong họ Geometridae.